# Cesare Gussoni
Cesare Gussoni (Casalmaggiore, 1934. január 20. – 2024. október 28.) olasz nemzetközi labdarúgó-játékvezető.

## Pályafutása

### Nemzeti játékvezetés
A játékvezetői vizsgát 1953-ban az AIA Cremona körzetében tette le. 1964-ben lett országos minősítésű. 1966-ban lett az I. Liga játékvezetője. A nemzeti játékvezetéstől 1978-ban vonult vissza. Első ligás mérkőzéseinek száma: 106.
| Időpont              | Helyszín                         | Mérkőzés típusa        | Mérkőzés                | Eredmény |
| -------------------- | -------------------------------- | ---------------------- | ----------------------- | -------- |
| 1966. szeptember 18. | Artemio Franchi Stadion, Firenze | első Serie A mérkőzése | ACF Fiorentina–SS Lazio | 5 – 1    |

#### Nemzeti kupamérkőzések
Vezetett kupadöntők száma: 1.

##### Olasz labdarúgókupa
| Időpont         | Helyszín         | Mérkőzés típusa | Mérkőzés                          | Eredmény |
| --------------- | ---------------- | --------------- | --------------------------------- | -------- |
| 1977. július 3. | San Siro, Milánó | döntő           | AC Milan–FC Internazionale Milano | 2 – 0    |

### Nemzetközi játékvezetés
A Francia labdarúgó-szövetség Játékvezető Bizottsága (JB) terjesztette fel nemzetközi játékvezetőnek, a Nemzetközi Labdarúgó-szövetség (FIFA) 1976-tól tartotta nyilván bírói keretében. Több nemzetek közötti válogatott és klubmérkőzést vezetett, vagy működő társának partbíróként segített. Az olasz nemzetközi játékvezetők rangsorában, a világbajnokság-Európa-bajnokság sorrendjében többedmagával a 48. helyet foglalja el 1 találkozó szolgálatával. Az aktív nemzetközi játékvezetéstől 1978-ban búcsúzott. Válogatott mérkőzéseinek száma: 2.

#### Labdarúgó-világbajnokság
A világbajnoki döntőkhöz vezető úton Argentínába a XI., az 1978-as labdarúgó-világbajnokságra a FIFA JB játékvezetőként alkalmazta.

##### 1978-as labdarúgó-világbajnokság

###### Selejtező mérkőzés
| Időpont          | Helyszín                   | Mérkőzés típusa           | Mérkőzés                | Eredmény |
| ---------------- | -------------------------- | ------------------------- | ----------------------- | -------- |
| 1977. május 10.  | Városi Stadion, Szaloniki  | előselejtező (9. csoport) | Görögország–Szovjetunió | 1 – 0    |
| 1977. június 19. | Központi Stadion, Hongkong | döntő csoport             | Hongkong–Irán           | 0 – 2    |

## Sportvezetőként
1978–1981 között az AIA C–2 szekciójának helyettes vezetője. 1981–1985 között a CAN A és B szekció helyettes vezetője. 1985-től az olasz JB elnöke, Paolo Casarin váltotta. Az UEFA/FIFA JB nemzetközi ellenőre.
2006–2009 között a Football League alelnöke. 2007-től az Olasz Labdarúgó-szövetség Föderációs Tanács elnökhelyettese.

## Szakmai sikerek
- 1978-ban az olasz JB az Év Játékvezetője cím mellé a Dr. Giovanni Mauro alapítvány elismerő díjával jutalmazta.
- 2013-ban Sergio Gonella társaságában beválasztották az Olasz Labdarúgó Hall of Fame tagjai közé.